# Červeňany
Červeňany (bis 1948 slowakisch „Vereš“; ungarisch Veres) ist eine Gemeinde im Süden der Slowakei mit 41 Einwohnern (Stand 31. Dezember 2024). Sie gehört zum Okres Veľký Krtíš, einem Kreis des Banskobystrický kraj.

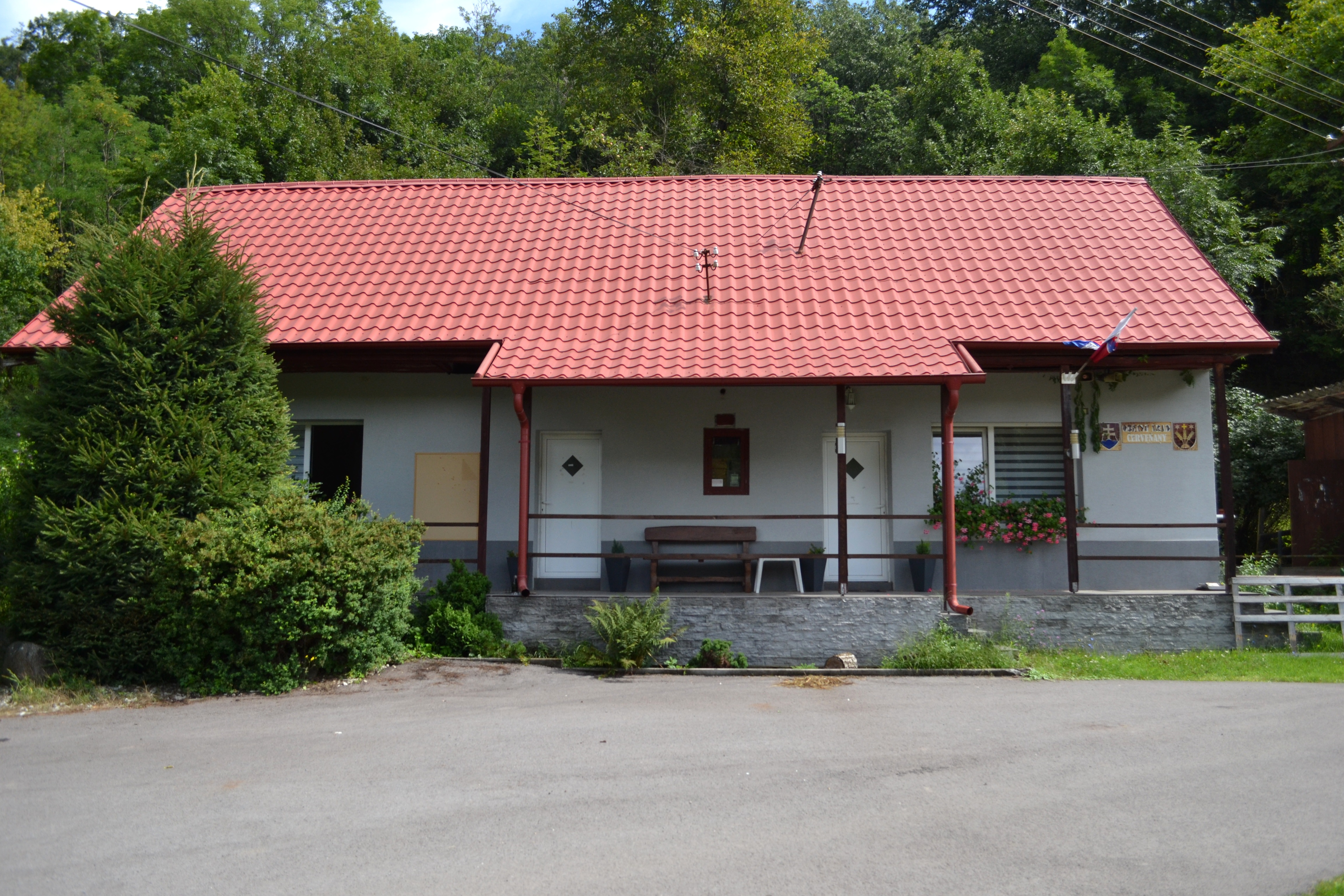
Gemeindeamt von Červeňany

## Geographie
Die Gemeinde befindet sich im Ostteil der Hochebene Krupinská planina im tiefen und engen Tal des Flüsschens Tisovník. Das Ortszentrum liegt auf einer Höhe von 322 m n.m. und ist 28 Kilometer von Veľký Krtíš entfernt.
Nachbargemeinden sind Horný Tisovník (Ortsteil Dolný Tisovník) im Norden, Ábelová (Ortsteil Nedelište) im Nordosten und Osten, Šuľa und Veľký Lom im Süden und Lešť (Militärgelände) im Westen.

## Geschichte
Červeňany wurde zum ersten Mal 1345 als Verus schriftlich erwähnt und gehörte zur Herrschaft der Burg Divín. Im 18. Jahrhundert arbeitete eine Gemeindebrauerei im Ort. 1828 zählte man 26 Häuser und 172 Einwohner, die in der wenig fruchtbaren Landwirtschaft beschäftigt waren.
Bis 1918/1919 gehörte der im Komitat Neograd liegende Ort zum Königreich Ungarn und kam danach zur Tschechoslowakei beziehungsweise heute Slowakei. 

## Bevölkerung
| Jahr                | 1994 | 2004     | 2014  | 2024    |
| ------------------- | ---- | -------- | ----- | ------- |
| Anzahl der Personen | 28   | 40       | 44    | 41      |
| Unterschied         |      | +42,85 % | +10 % | −6,81 % |

| Jahr                | 2023 | 2024     |
| ------------------- | ---- | -------- |
| Anzahl der Personen | 36   | 41       |
| Unterschied         |      | +13,88 % |

Gemäß der Volkszählung 2011 wohnten in Červeňany 44 Einwohner, davon 32 Slowaken. 12 Einwohner machten keine Angabe zur Ethnie.
Acht Einwohner bekannten sich zur römisch-katholischen Kirche und sieben Einwohner zur Evangelischen Kirche A. B. Zwei Einwohner gaben eine andere Konfession an, 10 Einwohner waren konfessionslos und bei 17 Einwohnern wurde die Konfession nicht ermittelt.

## Verkehr
Durch Červeňany passiert die Straße 2. Ordnung 591 zwischen Vígľaš und Slovenské Kľačany (Anschluss an die Straße 1. Ordnung 75) beziehungsweise Dolná Strehová.